# 大塚明彦 (経営者)
大塚 明彦（おおつか あきひこ、1937年（昭和12年）7月21日 - 2014年（平成26年）11月28日）は、日本の実業家。大塚製薬元代表取締役社長、大塚ホールディングス初代会長。

## 略歴
1937年（昭和12年）、徳島県鳴門市に生まれる。父は大塚製薬初代社長で実質的な創業者の大塚正士。長男は大塚ホールディングス会長の大塚一郎。二男は大塚二郎。長女は大塚知子。
1960年（昭和35年）、中央大学工学部を卒業。大塚製薬に入社して、取締役、常務、副社長を経て、1976年（昭和51年）に社長に就任。1977年（昭和52年）に大塚食品社長、1982年（昭和57年）に日本抗体研究所会長。大鵬薬品工業、アース製薬の会長をそれぞれ兼務。1998年（平成10年）、新薬開発に関わる汚職事件で、名古屋大学医学部教授に賄賂を贈っていたとして逮捕され、大塚製薬社長を辞任。1999年（平成11年）、同事件で懲役1年8か月、執行猶予3年の有罪判決を受けて確定した。2000年（平成12年）に取締役として復帰。2008年（平成20年）に大塚ホールディングスが設立され、会長に就任。2010年（平成22年）に同社は東証第一部に上場した。
レトルトカレー『ボンカレー』や健康飲料『ポカリスエット』、栄養食品『カロリーメイト』など各ジャンルの草分け的存在である商品の企画・発案者であり、医薬品事業の研究開発を強化し、健康分野の拡大を図るなど、大塚グループの一時代を築き上げた。
2014年（平成26年）11月28日に死去（77歳没）。
8日後の12月6日にポカリスエットスタジアムで行われたJリーグ・徳島ヴォルティス（前身は大塚製薬サッカー部）対ガンバ大阪戦では、徳島の選手が喪章を付けてプレーした。
2015年（平成27年）2月、鳴門市名誉市民に決まる。

## 人物
- 1969年（昭和44年）に全国発売された「ボンカレー」の発案者。1980年（昭和55年）に「ポカリスエット」、1983年（昭和58年）に「カロリーメイト」を開発するなど、機能性飲料・食品を他社に先駆けて売り出し、経営者として高い評価を得た[5]。
- 従来、点滴用の輸液が中心だった医薬品部門についても、研究開発力を強化し、収益の柱に育て上げた[5]。
- 1970年（昭和45年）当時、ボウリングが大流行していたため、大塚製薬の取締役会ではボウリング場の経営に乗り出すことが検討されていた。これに対して明彦は、「ボウリング場は将来製薬会社を支えるに足る事業となるか」と問いかけ、代わりに新薬開発のための研究所設立を求めた[6]。

## 栄典・受賞
- 2007年（平成19年）：ローマ教皇庁より聖シルベストロ教皇騎士団勲章を受章[7]。
- 2014年（平成26年）：フランス政府よりレジオンドヌール勲章オフィシエを受章[8]。
- 2015年（平成27年）：秩父宮妃記念結核予防功労賞の事業功労賞（個人）を受章[9]。